# Karel Janko
Karel Janko (25. července 1943 – 27. února 2025) byl český politik, bývalý předseda České strany národně socialistické, v letech 2022 až 2025 místopředseda České strany národně sociální.

## Život
Narodil se v červenci 1943. Byl vystudovaný ekonom. V minulosti byl členem KSČ. Žil v Podolance v okrese Praha-východ.
V komunálních volbách v roce 2006 neúspěšně kandidoval na 5. místě kandidátní listiny ČSNS 2005 v Praze. V krajských volbách v roce 2008 kandidoval jako člen ČSNS na 6. místě kandidátní listiny Strany zdravého rozumu ve Středočeském kraji, ale nebyl zvolen.
V březnu 2009 se stal předsedou České strany národně socialistické (ČSNS 2005), když ve funkci nahradil Jiřího Stanislava. Ve sněmovních volbách v roce 2010 pak kandidoval jako lídr kandidátky ČSNS 2005 ve Středočeském kraji, ale neuspěl. V dubnu 2011 funkci předsedy strany obhájil. V roce 2011 se Janko dostal do popředí médií poté, co měl vyjednávat o vstupu Jiřího Paroubka do strany v souvislosti s jeho odchodem ze Sociální demokracie. Ještě v červenci 2011 Janko uváděl, že Paroubek by mohl jako nominant strany kandidovat jako její lídr a kandidát na hejtmana v krajských volbách v roce 2012 v Ústeckém kraji. V září 2011 se však již Janko stavěl proti Paroubkově kandidatuře a sám Paroubek uvedl, že jednání s ČSNS 2005 ukončil.
Dne 8. října 2011 byl Karel Janko z ČSNS 2005 vyloučen, oficiálně z důvodu porušení stanov. Obratem se však proti rozhodnutí odvolal k rozhodčímu soudu strany. Vedení ČSNS 2005 mezitím uvedlo, že Janko vystupoval proti Paroubkovi zřejmě poté, co mu členové ČSSD měli nabídnout úplatek. Janko však toto tvrzení důrazně popřel. Rozhodčí soud se nicméně do 12. listopadu 2011, kdy se konal sjezd strany ke zvolení jejího nového vedení, k Jankovu vyjádření nevyjádřil. Janko se z tohoto důvodu dožadoval přístupu na sjezd strany s tím, že je stále jejím členem. Vedení strany však na Janka zavolalo policii, která Janka ze sjezdu vyvedla. Jiří Paroubek mezitím založil vlastní stranu LEV 21, se kterou se ČSNS 2005 plánovala sloučit. Janko poté dne 26. listopadu 2011 před Obecním domem, kde se měl konat ustavující sjezd strany LEV 21, uspořádal petiční akci, v rámci které požadoval Paroubkův odchod z politiky. Janko se v rámci akce fotil i u plakátů vyvěšených členy ČSNS, kteří jej od něj odháněli s tím, že není členem jejich strany. Ke spojení ČSNS 2005 s LEV 21 nakonec však vůbec nedošlo, Janko se do ČSNS 2005 vrátil a opět se stal předsedou strany.[zdroj?]
V evropských volbách v roce 2014 kandidoval jako člen ČSNS 2005 na 5. místě kandidátní listiny ČSNS, ale neuspěl. Později téhož roku však úspěšně kandidoval na funkci zastupitele obce Podolanka jako lídr kandidátní listiny subjektu Změny pro Podolanku - pořádek, vodovod, komunikace, mateřská školka. V krajských volbách v roce 2016 kandidoval na 3. místě kandidátní listiny subjektu NE ILEGÁLNÍ IMIGRACI - PENÍZE RADĚJI PRO NAŠE LIDI (tj. ČSNS, Rozumní, ČSNS 2005 a DSZ) jako člen ČSNS 2005, ale nebyl zvolen.
Ve sněmovních volbách v roce 2017 byl lídrem kandidátní listiny ČSNS ve Středočeském kraji, tentokrát již jako člen ČSNS (nikoliv ČSNS 2005). Získal 8 preferenčních hlasů, celá strana pak 0,03 % hlasů a poslancem tak zvolen nebyl. V komunálních volbách v roce 2018 již mandát zastupitele Podolanky neobhájil (kandidoval jako lídr ČSNS, avšak opět figuroval jako člen ČSNS 2005), stal se však prvním náhradníkem. Naposledy se ve volbách angažoval v roce 2019, když v evropských volbách v tomtéž roce figuroval na 7. místě kandidátní listiny ČSNS jako člen ČSNS 2005, ale neuspěl. V roce 2022 se ČSNS 2005 sloučila s ČSNS a Janko se tak opět stal jejím členem a navíc i místopředsedou.
V dubnu 2024 obhájil funkci místopředsedy ČSNS. Sám se označoval jako vlastenec a byl velmi tvrdý euroskeptik. Své názory pravidelně zveřejňoval v různých článcích, mj. na serveru Parlamentní listy. Poslední článek zveřejnil v srpnu 2024.
Zemřel dne 27. února 2025 po dlouhé těžké nemoci. Poslední rozloučení proběhlo dne 7. března 2025 v pražském Motole. Měl dvě děti, syna Karla, dceru Ditu a také sestru Věru.